# روب هنت
روب هنت (7 يوليو 1995 بداجنهام في المملكة المتحدة - ) (بالإنجليزية: Rob Hunt)‏ هو لاعب كرة قدم بريطاني في مركز الدفاع. لعب مع أولدهام أثلتيك وبرايتون أند هوف ألبيون.

## وصلات خارجية
- روب هنت على موقع قاعدة بيانات كرة القدم.إي يو (الإنجليزية)
- روب هنت على موقع Soccerbase.com (لاعب) (الإنجليزية)
- روب هنت على موقع Soccerway.com (الإنجليزية)